# Мінамі Хіросі
Мінамі Хіросі (南 弘, Minami Hiroshi, 13 листопада 1869 — 8 лютого 1946) був японським бюрократом, політиком і міністром кабінету в Японії періоду Тайсьо та раннього періоду Сьова.

## Раннє життя
Мінамі народився як Івама Тецуро, молодший син заможної фермерської родини в Хімі, Тояма, який протягом трьох поколінь служив у зборах префектури Тояма. Він закінчив Токійський імператорський університет зі юридичним ступенем і склав іспити на державну службу в 1896 році. Після цього він одружився зі старшою донькою Мінамі Хейкічі, голови Асамблеї префектури Тояма, і змінив своє ім'я на Мінамі Хіросі.
Після роботи на кількох посадах в офісі прем'єр-міністра та міністерстві внутрішніх справ Мінамі був призначений головним секретарем кабінету міністрів при першій адміністрації Сайондзі в 1908 році, і знову працював на цій посаді з 1911 по 1912 рік. У грудні 1912 року він отримав місце в Палаті перів . З 1913 по 1914 рік він був призначений губернатором префектури Фукуока. У 1918 році він був призначений заступником міністра освіти.
2 березня 1932 року Мінамі став генерал-губернатором Тайваню, але пропрацював на цій посаді менше трьох місяців, перш ніж був замінений 26 травня після інциденту 15 травня, щоб стати міністром зв'язку в адміністрації Сайто. Він був першим міністром кабінету, призначеним префектурою Тояма, і пропрацював на цій посаді два роки і два місяці.
У 1937 році Мінамі запропонував створити нове міністерство на рівні кабінету, відокремивши частини міністерства внутрішніх справ, що займаються охороною здоров'я та соціальним страхуванням / пенсіями. Це «Міністерство добробуту» (попередник сучасного Міністерства охорони здоров'я, праці та соціального забезпечення) було створено в 1938 році, і Мінамі приписують винахід кандзі, який використовується в його назві.
У 1943 році Мінамі був головою Національної мовної ради, урядового органу, створеного для стандартизації використання кандзі Тойо та сучасної кана для спрощення навчання. Він також був членом Таємної ради, де викликав ворожнечу військових своїми відвертими зауваженнями проти японського мілітаризму.
Мінамі помер від отруєння чадним газом 8 лютого 1946 року під час зустрічі.